# می گنا
«می گنا» ((به ارمنی: Մի Գնա) نرو!) عنوان یک آهنگ ارمنی و آمریکایی است که توسط دی جی ارمنی-آمریکایی سوپر ساکو (سرکیس بالاسانیان) و با حضور خواننده رابیز ارمنی اسپیتاکی هایکو در سال ۲۰۱۶ منتشر شده است.